# طنطا
شهر طنطا (به عربی: طنطا) در استان غربیه در کشور مصر واقع شده‌است. جمعیت این شهر ۴۲۹٫۶۳۲ نفر است.